# Истории семьи Майровиц
«Истории семьи Майровиц» (англ. The Meyerowitz Stories) — американский фильм 2017 года, поставленный режиссёром Ноа Баумбахом. Фильм был отобран для участия в основной конкурсной программе 70-го Каннского международного кинофестиваля (2017) в соревновании за Золотую пальмовую ветвь .

## Сюжет
Дэнни — старший сын сварливого и когда-то известного скульптора Гарольда Майровица, непутёвый и хромой поэт-песенник. Дэнни приехал в Нью-Йорк к отцу, привёз свою дочь и свои проблемы. У Гарольда, помимо Дэнни, есть дочь Джин и сын от другого брака, успешный счетовод Мэттью, живущий в Лос-Анджелесе. Проблемы у Гарольда тоже есть, например, его четвёртая жена недавно бросила пить, отчего у неё испортился характер.
Вскоре у Гарольда намечается выставка работ в нью-йоркском Музее современного искусства. Дети помогают с её подготовкой, пожилой скульптор вспоминает истории из своей жизни.

## В ролях

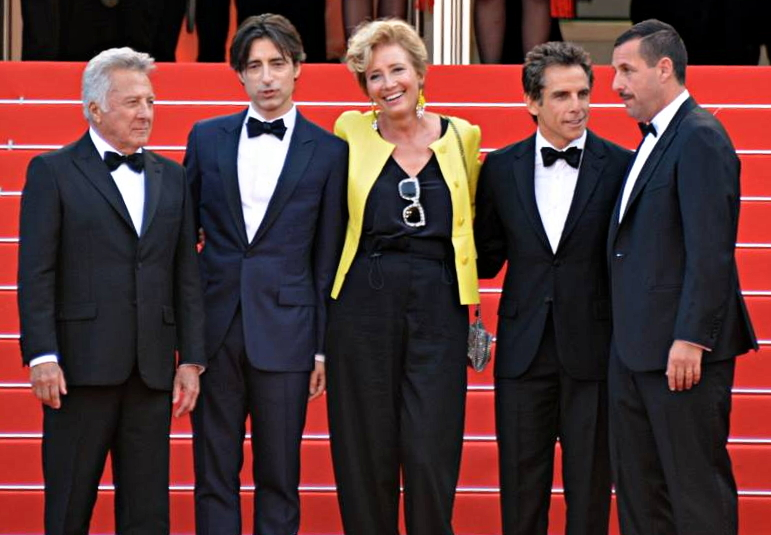
Дастин Хоффман, Ноа Баумбах, Эмма Томпсон, Бен Стиллер и Адам Сэндлер 21 мая 2017 года.

| Адам Сэндлер       | — | Дэнни Майровиц   |
| Эмма Томпсон       | — | Морин            |
| Бен Стиллер        | — | Мэттью Майровиц  |
| Дастин Хоффман     | — | Харольд Майровиц |
| Элизабет Марвел    | — | Джин             |
| Кэндис Берген      | — | Джулия           |
| Дэн Флаэрти        | — | Маркус           |
| Ребекка Миллер     | — | Лоретта Шапиро   |
| Джадд Хирш         | — | Л. Джей Шапиро   |
| Адам Дэвид Томпсон | — | Брайан           |
| Сигурни Вивер      | — | камео            |

## Съёмочная группа
- Автор сценария — Ноа Баумбах
- Режиссёр-постановщик — Ноа Баумбах
- Продюсеры — Ноа Баумбах, Эли Буш, Скотт Рудин, Лила Якоб
- Оператор — Робби Раян
- Композитор — Ренди Ньюман
- Монтаж — Дженнифер Лейм
- Художник-постановщик — Джеральд Салливан
- Художник по костюмам — Джозеф Дж. Олиси

## Награды и номинации
| Список наград и номинаций            | Список наград и номинаций | Список наград и номинаций | Список наград и номинаций | Список наград и номинаций | Список наград и номинаций |
| Кинопремия                           | Дата церемонии            | Категория                 | Номинант(ы)               | Результат                 | Источник                  |
| ------------------------------------ | ------------------------- | ------------------------- | ------------------------- | ------------------------- | ------------------------- |
| Каннский международный кинофестиваль | 17-28.05.2017             | Золотая пальмовая ветвь   | Истории семьи Мейровиц    | Номинация                 | [ 1 ]                     |

## Отзывы
На сайте-агрегаторе Rotten Tomatoes фильм имеет рейтинг 92 % на основании 186 критических отзывов. На сайте Metacritic рейтинг фильма составляет 79 из 100 на основании 40 отзывов. Фильм удостоился хвалебных рецензий в изданиях Rolling Stone, Variety и Chicago Sun-Times.